# فويلة بيضاء الأزهار
فويلة بيضاء الأزهار (الاسم العلمي:Hedysarum leucanthum) هي نوع من النباتات يتبع جنس الفويلة من الفصيلة البقولية.